# Kriegsbergtunnel

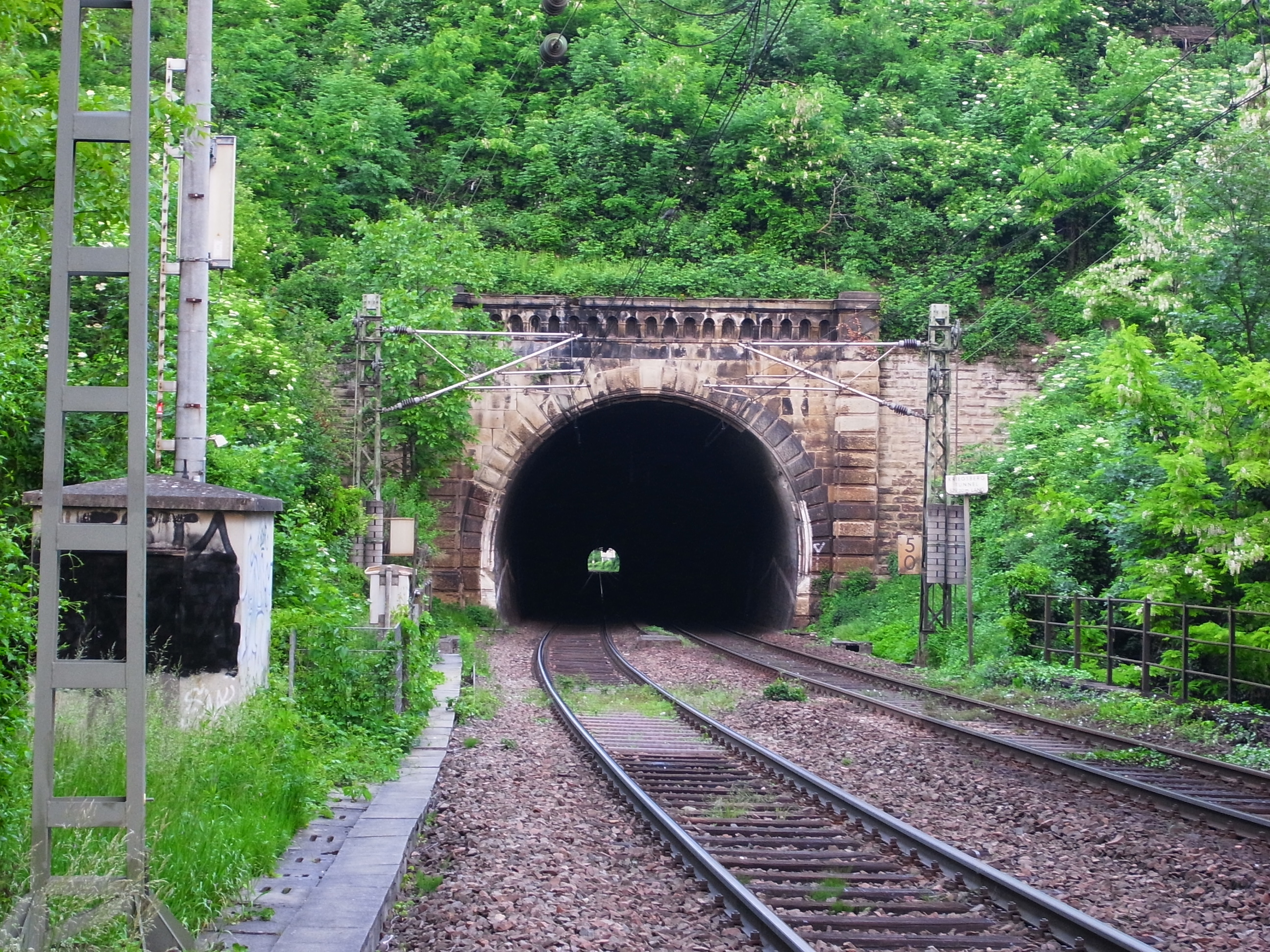
Westportal des Kriegbergtunnels (Blick aus der Ehrenhalde im Stadtbezirk „Relenberg“ mit Durchblick auf die Seite des Stadtbezirks „Mönchhalde“)

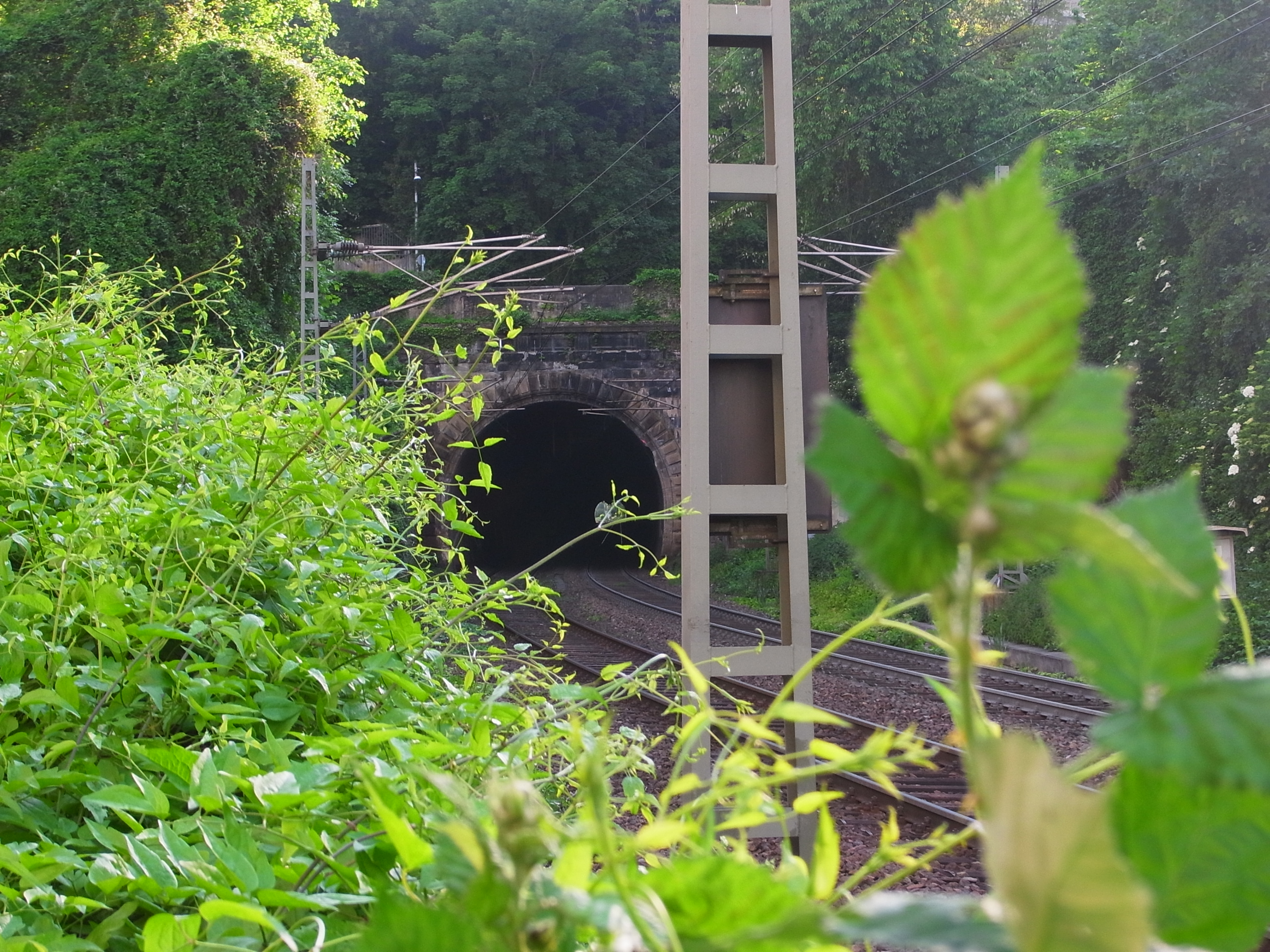
Ostportal des Kriegsbergtunnels (gegenläufige Blickrichtung)

Der Kriegsbergtunnel ist ein 579,02 Meter langer Eisenbahntunnel der Bahnstrecke Stuttgart–Horb im Stadtgebiet von Stuttgart. Er liegt zwischen den Streckenkilometern 4,485 und 5,064.
Die Überdeckung liegt größtenteils bei rund 40 m und erreicht in der Spitze 45 m.
Der Gleismittenabstand liegt bei 3,65 m. Die Gleise liegen in einer Geraden. Sie sind planmäßig mit bis zu 90 km/h befahrbar.
Sicherheitsräume oder Sicherheitsbeleuchtung sind nicht vorhanden.

## Geschichte
Das Bauwerk wurde in den Jahren 1875 und 1876 errichtet und durchquert Gipsmergel des Gipskeupers (Grabfeld-Formation) im Mittelkeuper.
Kurz nach der Herstellung des Tunnels wurde bereichsweise ein größerer Gebirgsdruck und Wasserandrang festgestellt. Darauf wurden in den Jahren von 1894 bis 1914 Ertüchtigungsmaßnahmen durchgeführt. Unter anderem wurde Sohlgewölbe aus Beton im Bereich km 3,872 bis km 3,940 eingebaut sowie die Hinterpressungen des Mauerwerks mit Zement durchgeführt und eine nachträglich eine Rückenabdichtung eingebaut.
In den Jahren 1994 und 1995 wurde das Sohlgewölbe saniert und dabei 1996 auch eine Feste Fahrbahn eingebaut. Das Mauerwerk wurde in den Jahren 2011 und 2013 umfassend instand gesetzt. Das Bauwerk sollte ursprünglich im Zuge des Projekts Stuttgart 21 stillgelegt werden, in der Zwischenzeit ist ein Weiterbetrieb des Streckenabschnitts geplant.
Der Tunnel wird täglich, in Summe beider Richtungen, von 14 Zügen des Personenfernverkehrs, 36 Zügen des Regionalverkehrs, einem S-Bahn-Leerzug sowie fünf sonstigen Zügen befahren (Stand: 2014).
Auf der vierstufigen Zustandsnoten-Skala von DB Netz war das Bauwerk in den Jahren 2008, 2014 und 2017 jeweils in die Kategorie 3 eingestuft („Umfangreiche Schäden am Bauwerksteil, welche die Standsicherheit nicht beeinflussen. Eine Instandsetzung ist noch möglich, ihre Wirtschaftlichkeit zu prüfen.“). Laut einer Bauwerksbegutachtung aus dem Jahr 2015 wird auch für das Jahr 2033 noch die Zustandskategorie 3 erwartet.